# Besserwisser
För andra betydelser, se Besserwisser (olika betydelser).
Besserwisser (tyska besser, 'bättre' och Wisser, 'vetare'; 'en som vet bättre') är en nedsättande term för en person som anser sig veta bättre än andra. En besserwisser tenderar att ofta och gärna upplysa världen om sina (eventuella) kunskaper. Ordet viktigpetter är en ungefärlig svensk synonym.
Efter Berlinmurens fall, och i än större utsträckning efter den tyska återföreningen, har en förvrängd form av ordet fått stor spridning, nämligen Besserwessi. Ordet uttrycker uppfattningen att de forna västtyskarna (Wessi) uppträdde på ett överlägset sätt och låtsades veta och kunna allt bättre än de medborgare som hade sina rötter i Östtyskland.

## Fiktiva besserwissrar
- Hermione Granger – karaktär från böckerna om Harry Potter och spelas av Emma Watson i filmatiseringarna.
- John Chronschough – huvudperson i Skollärare John Chronschoughs memoarer av August Bondeson.
- Sten Stensson Stéen – romanfigur skapad av John Wigforss och senare spelad av bland andra Nils Poppe.
- Bengt Erik Besserwisser – seriefigur skapad av Anders Mathlein. Serien har sedan år 2000 publicerats i bland annat Dagens Nyheter, Stockholm City, Galago, Resumé, Veckans Affärer, Allt om vetenskap, Axess och Biblioteksbladet.[2]
- Mannen som visste allt (Mr Know-All) – huvudperson i en novell av W. Somerset Maugham.